# Denel

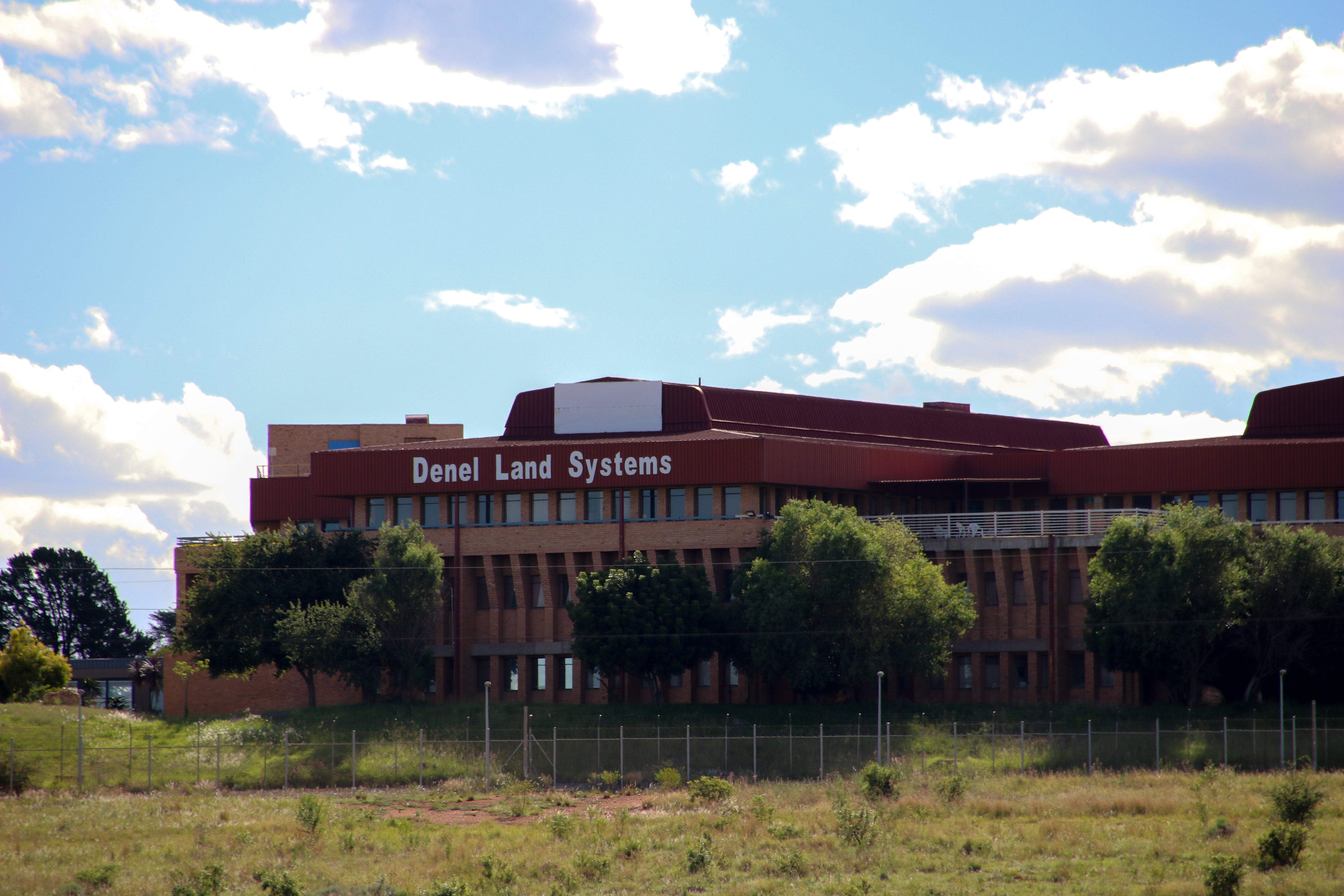
Denel Land Systems in Centurion

Denel SOC Ltd. ist ein in Centurion bei Pretoria ansässiges staatliches südafrikanisches Industrieunternehmen, dessen Schwerpunkte in der Verteidigungs- und Luftfahrttechnik liegen.

## Geschichte
Denel ging am 1. April 1992 aus dem staatlichen Unternehmen Armaments Corporation of South Africa Ltd. (Armscor) hervor. Die Aktien dieser Gesellschaft sind jedoch weiterhin im Staatsbesitz und werden vom Department of Public Enterprises verwaltet. Der Marktanteil im südafrikanischen Verteidigungssektor liegt bei über 50 Prozent. Das Unternehmen ist der Hauptlieferant für die südafrikanischen Streitkräfte.
Mehrere Betriebsstätten sind nach ISO 9000 und ISO 14000 zertifiziert.
Mit dem deutschen Rüstungskonzern Rheinmetall betreibt Denel seit 2008 ein Joint-Venture, die Rheinmetall Denel Munition (Pty) Ltd. (RDM, 51 % durch Rheinmetall Waffe Munition GmbH und 49 % durch Denel SOC Ltd.), das ursprünglich zum Konzernbereich Somchem gehörte. Am Produktionsstandort bei Somerset West ereignete sich am 3. September 2018 im Munitionsdepot des Werks eine große Explosion, bei der mehrere Personen ums Leben kamen und weitere schwer verletzt wurden. Hier werden Explosivstoffe und Treibsätze für militärische und zivile Zwecke hergestellt.

## Firmengruppe
- Aerospace Group
  - Denel Aerospace Systems – Rooivalk, UAVs, Raketen, Bomben
  - Denel Optronics – U-Boot-Periskope, optische Systeme, Laserentfernungsmesser
  - Overberg Test Range – Testgelände
  - Dennep Personal Solutions – Personalmanagement und -leasing
  - Denel Aviation
    - Airframe Manufacturing – Herstellung von Flugzeugrümpfen
    - Airspace Engineering – Systementwicklung und -integration
    - Aircraft Logistics – Wartung, Reparatur, Ersatzteile
- Land Systems Group
  - Systems – LIW und Vektor (früher Lyttleton Engineering Works (LIW))
  - Large Calibre Ammunition – Naschem und La Forge
  - Explosives and Pyrotechnic Ammunition – Denel Land System Western Cape
  - Small/Medium Calibre Ammunition – Militär- und Sportmunition
  - Mechem[7], Mine Action – Minenräumungsgeräte und minengeschützte Fahrzeuge, Räumungskonzepte, Schulungen, Minenräumungsaufträge
- Dendustri – Hersteller allgemeiner Industriegüter, z. B. Anoden für die Aluminiumindustrie
- Properties Group
- Bonaero Park (Pty) Ltd. – Immobilienverwaltung
- Denel Properties (Pty) Ltd. – Bauentwicklungsgesellschaft
- Aero Properties (Pty) Ltd. – Immobilienverwaltung für den int. Flughafen von Johannesburg
- IT Aktienbesitz – Anteilsverwaltung an mehreren Softwarefirmen
- Densecure (Pty) Ltd. – Versicherungsgesellschaft
- Irenco (Pty) Ltd.
- Specialised Protein Products (Pty) Ltd.

## Produkte
Es wird ein Auszug der von Denel hergestellten Produkte wiedergegeben:

### Waffen
- Lenkwaffen
  - Ingwe
  - ZT-6 Mokopa
  - Umkhonto-IR
  - Kentron ZT-3 Swift
  - V3A/B/C/E & „U-Darter“
  - V4 „R-Darter“
  - V3S „Snake“
  - Denel Torgos
  - Umbani
  - MUPSOW
  - Raptor I
  - Raptor II
- Unbemannte Flugkörper

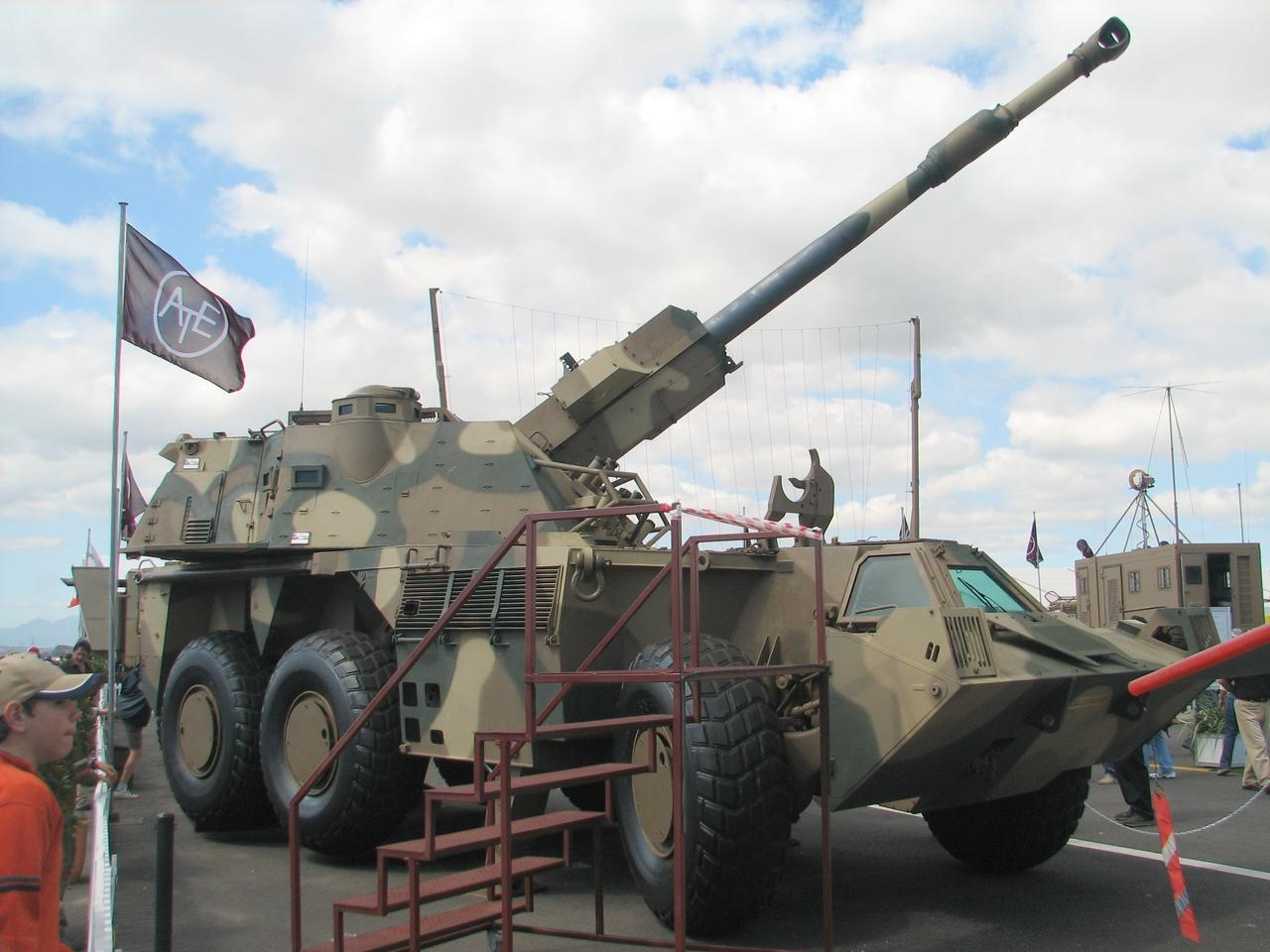
Denel G6-45, eine 155-mm-Haubitze auf der Ysterplaat Airshow in Kapstadt

  - Seeker II UAV Surveillance System
  - Seraph High-speed Stealth Drone
  - SKUA High-speed Target Drone
- Flugzeuge und Helikopter
  - Rooivalk – Panzerabwehrhubschrauber
  - Oryx – mittlerer Transporthubschrauber
  - Agusta A109M
  - Agusta A119 Koala
- Schiffsgeschütze
  - 35DPG – 35-mm-Flugabwehrgeschütz
- Artilleriegeschütze
  - G5 – 155-mm-Artilleriehaubitze
  - G6 – 155-mm-Kanone auf gepanzertem 6×6-Fahrgestell
- Geschütztürme
  - LCT-12,7
  - LCT-20
  - LCT-30
  - LCT-40
  - T6
  - MLT-105
- Granaten
  - M26 HE
  - M26 Practice
  - Red Phosphorus
- Mörser
  - 60-mm-System
  - 81-mm-System
- Automatische Waffen
  - Vektor Mini SS Maschinengewehr 5,56 × 45 mm NATO
  - Vektor SS 77 Maschinengewehr 7,62 × 51 mm NATO
  - Vektor 40 mm Y3 AGL – automatischer Granatwerfer im Kaliber 40 mm
  - 20 mm GA1 – Maschinenkanone
  - 20 mm G12 – Maschinenkanone
- Scharfschützenwaffen
  - NTW-20 Anti-materiel rifle – weitreichendes Scharfschützengewehr in den Kalibern 14,5 × 114 mm und 20 × 82 mm
- Munition
  - Munition wird von Swartklip und Pretoria Metal Pressing hergestellt
- Sprengstoffe
  - RDX
  - PETN
  - Nitrozellulose
  - Nitroguanidin

### Andere Produkte
- Minenräumung
  - Sondierungs- und Grabgeräte
  - Minenabdeckungen
  - Minensuchhunde
  - Minensuch-Spezialisten
  - Minenräumsystem
    - Buffalo – gegen Minen geschütztes Fahrzeug mit drei Achsen und Anbaumöglichkeiten
    - Casspir – gegen Minen geschütztes Fahrzeug mit zwei Achsen und Anbaumöglichkeiten
- optische Geräte
  - U-Boot-Periskope
  - Zielfernrohre
  - Lasersysteme
  - Helmsysteme
  - Kamerasysteme – auch für UAVs
  - Gyrosysteme
- Bauland – Vermarktung und Entwicklung
- Proteinreiche Lebensmittel – auf Sojabasis
- Plastikspritzguß – Auftragsnehmer
- Flugzeugcomputer